# Geórgia no Festival Eurovisão da Canção Júnior
A Geórgia estreou-se no Festival Eurovisão da Canção Júnior 2007, que aconteceu em Roterdão, Países Baixos. A Radiodifusão Pública Georgiana (GPB), membro da União Europeia de Radiodifusão (UER), tem sido responsável pelo processo de seleção dos seus participantes desde a sua estreia. A primeira representante da nação no concurso de 2007 foi Mariam Romelashvili com a música "Odelia Ranuni", que terminou em quarto lugar entre dezessete inscrições participantes, alcançando cento e dezesseis pontos. Desde a estreia, a Geórgia nunca perdeu uma edição do concurso, sendo que três dessas participações resultaram em vitória. Essas vitórias ocorreram em 2008, 2011 e 2016, tornando a Geórgia o país de maior sucesso na competição, ao lado da França. Eles sediaram o concurso pela primeira vez em 2017 no Olympic Palace em Tbilisi.

## Historia
A primeira inscrição da Geórgia foi Mariam Romelashvili com a canção "Odelia Ranuni", que terminou em quarto lugar de 17 inscrições no concurso em Rotterdam em 2007. A Geórgia foi representada em 2008 por Bzikebi com a canção "Bzz..", interpretada em uma língua imaginária. A música acabou vencendo o concurso, recebendo 154 pontos e um total de oito votos de 12 pontos em 14 países, a segunda maior proporção de 12 pontos recebidos por um vencedor em qualquer um dos concursos da Eurovisão, derrotado apenas por Anastasiya Petryk em 2012.
Em 2009 Georgia enviou o grupo Princesses com a canção "Lurji prinveli". Ele ficou em sexto lugar.
Em 2010, a emissora selecionou Mariam Kakhelishvili para representar a Geórgia no Junior Eurovision Song Contest 2010 em Minsk com a música "Mari-Dari". Sendo uma das favoritas terminou na 4ª posição com 109 pontos.
Em 2011, Georgia venceu o concurso novamente com a banda Candy que cantou a música "Candy Music". A canção venceu a competição com 108 pontos, tornando a Geórgia, junto com Bielorrússia e Malta, os únicos países a vencer a competição duas vezes até a competição de 2019, que a Polônia venceu pela segunda vez.
Em 2012, em Amsterdã, os Funkids participaram com sua música "Funky Lemonade" e ficaram em segundo lugar, atrás de Ucrânia. Para o concurso de 2013, a Smile Shop carregou a bandeira georgiana em Kiev com "Give Me Your Smile", ficando em 5º com 91 pontos.
Em 24 de abril de 2014, foi anunciado que a Geórgia participará do concurso de 2014. Lizi Pop foi escolhida internamente, mas não conseguiu chegar ao top 10 pela primeira vez: terminou na 11ª colocação. No entanto, o vídeo oficial da música carregado no canal do YouTube do Junior Eurovision Song Contest é o segundo vídeo mais visto, atrás apenas de "Anyone I Want To Be" de Roksana Węgiel, com mais de 8 milhões de visualizações.
Em 2015, na Bulgária, o The Virus participou com sua música "Gabede" e ficou em décimo.
Em 2016, a Geórgia venceu mais uma vez o concurso com a música "Mzeo" interpretada por Mariam Mamadashvili, tornando a Geórgia o primeiro, e até agora único país, a vencer o concurso três vezes. A Geórgia sediou o Festival Eurovisão da Canção Júnior 2017 em 26 de novembro de 2017.
Em 2018, Tamar representou o country com a música "Your Voice" em 8º lugar.
Em 2019, Giorgi Rostiashvili representou a Geórgia com a música "We Need Love", terminou na 14ª posição, o pior resultado do país até agora.

## Idiomas a concurso
| Idioma                      | Vezes |
| --------------------------- | ----- |
| Georgiano                   | 4     |
| Georgiano, inglês           | 10    |
| Imaginária                  | 2     |
| Georgiano, Inglês & Francês | 1     |

## Participação
Legenda
     Vencedor
     2.º lugar
     3.º lugar
     Pontuação Nula ("Null Points")/Último Lugar
     Melhor classificação (fora do top 3)
     Qualificação para a final (fora do top 3)
     País-anfitrião
     Desclassificado
| #   | Ano                              | Artista              | Língua                      | Canção | Tradução                                                                                    | Lugar | Pontos |
| --- | -------------------------------- | -------------------- | --------------------------- | --- | ------------------------------------------------------------------------------------------- | ----- | ------ |
| 1º  | Roterdão 2007                    | Mariam Romelashvili  | Georgiano                   | "Odelia Ranuni" (ოდელია რანუნი) C & L:Mariam Romelashvili                                                                    | "Odelia Ranuni" (ოდელია რანუნი) C & L:Mariam Romelashvili                                   | 4º    | 116    |
| 2º  | Limassol 2008                    | Bzikebi              | Imaginária                  | "Bzz..." C & L:Giorgi Shiolashvili, Mariam Kikuashvili, Mariam Talulashvili                                                  | "Bzz..." C & L:Giorgi Shiolashvili, Mariam Kikuashvili, Mariam Talulashvili                 | 1º    | 154    |
| 3º  | Kiev 2009                        | Princesses           | Georgiano & Inglês          | "Lurji prinveli" (ლურჯი ფრინველი) C: Elene Makashvili, Zaza Tsurtsumia L: Irina Sanikidze, Liza Kenia                        | Pássaro azul                                                                                | 7º    | 86     |
| 4º  | Minsk 2010                       | Mariam Kakhelishvili | Imaginária                  | "Mari-Dari" (მარი-დარი) C: Giiorgi Kukhianidze, Mariam Kakhelisvhili L: Giiorgi Kukhianidze                                  | "Mari-Dari" (მარი-დარი) C: Giiorgi Kukhianidze, Mariam Kakhelisvhili L: Giiorgi Kukhianidze | 4º    | 109    |
| 5º  | Erevan 2011                      | CANDY                | Georgiano & Inglês          | "Candy Music" C:George Kukhianidze L:Ana Khanchalyan, Gvantsa Saneblidze, Irina Khechanova, Irina Kovalenko, Mariam Gvaladze | Música doce                                                                                 | 1º    | 108    |
| 6º  | Amesterdão 2012                  | Funkids              | Georgiano & Inglês          | "Funky Limonade" C:Giga Kukhianidze, The Funkids L:Nana Tsintsadze, The Funkids                                              | Limonada Divertida                                                                          | 2º    | 103    |
| 7º  | Kiev 2013                        | The Smile Shop       | Georgiano & Inglês          | "Give Me Your Smile" C:Giorgi Kukhianidze L:Giorgi Kukhianidze, Smile Shop                                                   | Dá-me o teu Sorriso                                                                         | 5º    | 91     |
| 8º  | Marsa 2014                       | Lizi Japaridze       | Georgiano & Inglês          | "Happy Day" C & L:Giorgi Kukhianidze                                                                                         | Dia Feliz                                                                                   | 11º   | 54     |
| 9º  | Sófia 2015                       | The Vírus            | Georgiano                   | "Gabede" (გაბედე) C:Giorgi Kukhianidze L:Erekle Deisadze                                                                     | Ousar                                                                                       | 10º   | 51     |
| 10º | Valeta 2016                      | Mariam Mamadashvili  | Georgiano                   | "Mzeo" (მზეო) C:Giga Kukhianidze L:Maka Davitaia                                                                             | Luz do sol                                                                                  | 1º    | 239    |
| 11º | Tbilisi 2017                     | Grigol Kipshidze     | Georgiano                   | "Voice of the Heart" C:Giga Kukhianidze L:Temo Sajaia                                                                        | A voz do coração                                                                            | 2º    | 185    |
| 12º | Minsk 2018                       | Tamar Edilashvili    | Georgiano & Inglês          | "Your Voice" C:Sopho Toroshelidze L:Aleksandre Lordkipanidze                                                                 | A Tua Voz                                                                                   | 8º    | 144    |
| 13º | Gliwice 2019                     | Giorgi Rostiashvili  | Georgiano & Inglês          | "We Want to Love" C & L:Dato Evgenidze, David Evgenidze                                                                      | Queremos Amar                                                                               | 14º   | 69     |
| 14º | Varsóvia 2020                    | Sandra Gadelia       | Georgiano & Inglês          | "You Are Not Alone" C:Giga Kukhianidze L:Temo Sajaia                                                                         | Tu não estás sozinho                                                                        | 6°    | 111    |
| 15º | Boulogne-Billancourt- Paris 2021 | Niko Kajaia          | Georgiano, Inglês & Francês | "Let's Count the Smiles" C & L:Giorgi Kukhianidze                                                                            | Vamos Contar os Sorrisos                                                                    | 4º    | 163    |
| 16º | Erevan 2022                      | Mariam Bigvava       | Georgiano & Inglês          | "I Believe" C:Giga Kukhianidze L:Beni Kadagidze, Iru Khechanovi                                                              | Eu Acredito                                                                                 | 3°    | 161    |
| 17º | Nice 2023                        | Anastasia Vasadze    | Georgiano & Inglês          | "Over The Sky" C:Betkho, Mebo Nutsubidze L:Mebo Nutsubidze                                                                   | Sobre o céu                                                                                 | 14º   | 74     |
| 18º | Madrid 2024                      | Andria Putkaradze    |                             | "To My Mom" C: Giga Kukhianidze, Maka Davitaya L:Giga Kukhianidze, Maka Davitaya                                             | Para minha mãe                                                                              |       |        |

## Comentadores e porta-vozes
| Ano  | Comentador                               | Porta-Voz                 | Ref.          |
| ---- | ---------------------------------------- | ------------------------- | ------------- |
| 2007 | Temo Kvirkvelia                          | Nino Epremidze            |               |
| 2008 | Temo Kvirkvelia                          | Ana Davitaia              |               |
| 2009 | Sofia Avtunashvili                       | Ana Davitaia              |               |
| 2010 | Temo Kvirkvelia                          | Giorgi Toradze            |               |
| 2011 | Temo Kvirkvelia                          | Elene Makashvili          |               |
| 2012 | Temo Kvirkvelia                          | Candy                     |               |
| 2013 | Natia Bunturi and Giorgi Grdzelishvili   | Elene Megrelishvili       |               |
| 2014 | Mero Chikashvili and Temo Kvirkvelia     | Mariam Khunjgurua         |               |
| 2015 | Tuta Chkheidze                           | Lizi Pop                  |               |
| 2016 | Demetre Ergemlidze                       | Elene Sturua              | [ 4 ] [ 5 ]   |
| 2017 | Demetre Ergemlidze                       | Lizi Tavberidze           | [ 6 ]         |
| 2018 | Helen Kalandadze and George Abashidze    | Nikoloz Vasadze           | [ 7 ] [ 8 ]   |
| 2019 | Demetre Ergemlidze and Tamar Edilashvili | Anastasia Garsevanishvili | [ 9 ] [ 10 ]  |
| 2020 | Helen Kalandadze                         | Marita Khvedelidze        | [ 11 ] [ 12 ] |
| 2021 | Nikoloz Lobiladze                        | Sandra Gadelia            | [ 13 ] [ 14 ] |
| 2022 | Nikoloz Lobiladze                        | Niko Kajaia               | [ 15 ]        |
| 2023 | Nikoloz Lobiladze                        | Mariam Bigvava            | [ 16 ] [ 17 ] |

## País Anfitrião
| Ano  | Cidade  | Local          | Apresentadores                      |
| ---- | ------- | -------------- | ----------------------------------- |
| 2017 | Tbilisi | Olympic Palace | Helen Kalandadze and Lizi Japaridze |